# NSTX
NSTXはプリンストンプラズマ物理研究所(PPPL)がオークリッジ国立研究所、コロンビア大学、ワシントン州大学と構築した球状トカマクの構想に基づいた磁場閉じ込め方式の実験。正式名称はNational Spherical Torus Experiment(国立球状トーラス実験)。
最初のプラズマは1999年2月12日金曜日の午後6時6分に得られた。高温イオン化ガスの球形プラズマの物理原理の研究に使われており、この中の適切な温度、密度、磁場閉じ込めの条件下で核融合が行われる。
磁場型の核融合装置はプラズマの水素の同位体の閉じ込めに利用する。1994年にはPPPLのTFTRが商用核融合発電所でも利用が想定される等量の重水素と三重水素を含むプラズマで、世界記録となる10.7メガワットの核融合による電力を得ている。しかし、NSTXは「原理の証明」を行う装置とされており、重水素のみの閉じ込めを採用している。成功すれば最終的に重水素・三重水素燃料の試験発電炉を含めた類似した新型が開発される予定である。
NSTXは穴が中心を通った球体に似た形をしたプラズマを生成するもので、従来のトカマクで採用されているいわゆるトロイダル形(ドーナツ型)のプラズマとは異なっている。長辺が0.85m、短辺が0.65mでアスペクト比が低くなっており、この形状ではプラズマが閉じ込めの改良によって安定するなど幾つかの利点を持つが、トロイダル・ポロイダル磁界コイル、真空容器、プラズマ対向機器などの非常に丁寧な設計が必要となる。また、このプラズマ構成は主な利点として閉じ込め磁場の強度のため、高アスペクト比のトロイダル形のトカマクに比べ、高い圧力のプラズマを閉じ込めることが可能であることがあげられる。核融合による発電量はプラズマ圧力の2乗に比例するため、球形プラズマの利用はより小型で、より経済的、より安定的な核融合炉の開発を可能にする。NSTXの魅力は高いブートストラップ電流を閉じ込める能力の可能性でさらに高めることができる。この自己駆動内蔵プラズマ電流は、プラズマを加熱し閉じ込めるために必要な外部からの駆動プラズマ電流の必要電力を大幅に減少させる。

## 註
- “National Spherical Torus Experiment”.   Princeton Plasma Physics Laboratory. 2011年6月6日閲覧。 - Original source for this article was an earlier version of this page.

- “Schematic diagram of NSTX”.   Princeton Plasma Physics Laboratory. 2009年8月7日閲覧。